# 双炊糕
双炊糕是一种温州传统特色食品，用面粉和白糖制成，现在最具有正统工艺的制作者为温州瑞安的“瑞安双炊糕”。系糕点名师李瑞庆创制于清代光绪年间，距今已有１００多年的历史。它用糯米粉加白糖或红糖拌匀过筛，撒上桂花，成型切块，经两番炊制而成。其特点是：细、软、韧、香、甜、老少咸宜，是温州市名牌菜食。